# Casimir Reuterskiöld
Casimir Reuterskiöld (Ljusdal, 14 settembre 1883 – Stoccolma, 25 dicembre 1953) è stato un tiratore a segno svedese.

## Palmarès

### Olimpiadi
- 1 medaglia:
  - 1 argento (Anversa 1920 nella pistola libera a squadre)